# Harihara

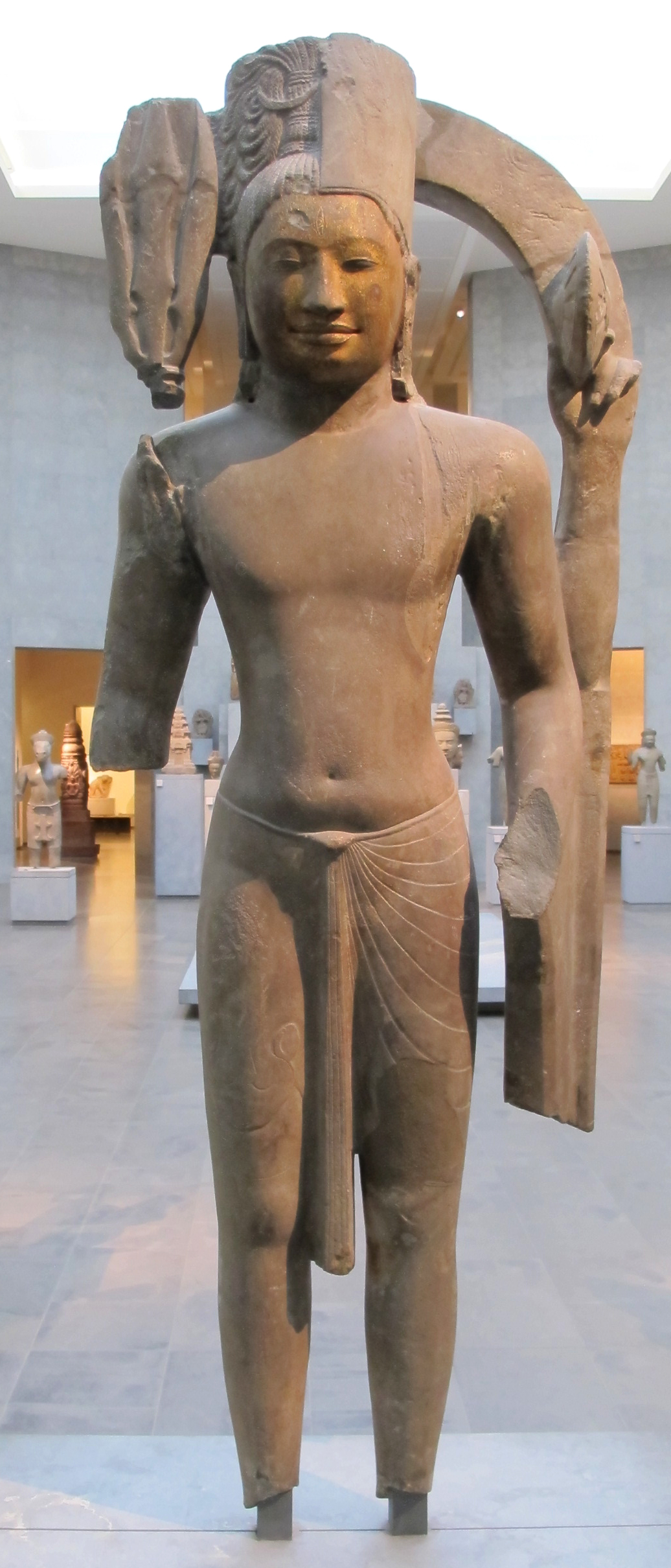
Harihara mit zweigeteilter Krone und dem Dreizack (trishula) Shivas bzw. der Wurfscheibe (chakra) Vishnus; Kambodscha (7. Jh.); Musée Guimet, Paris

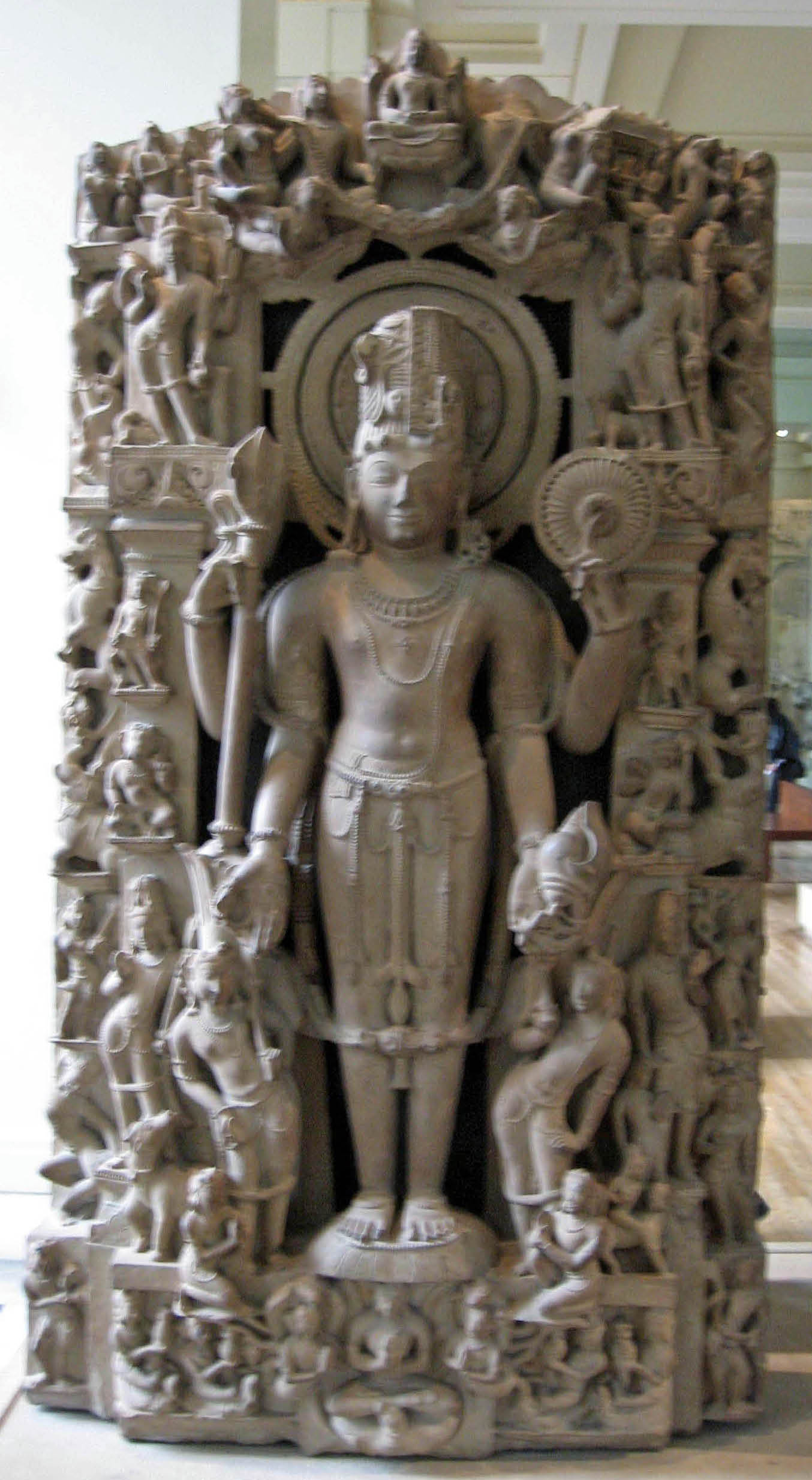
Harihara aus Südindien (12. Jh.) im British Museum, London

Harihara (Sanskrit हरिहर harihara) ist eine Gottheit des Hinduismus. Sie stellt eine Vereinigung der Aspekte Vishnus (Hari) und Shivas (Hara) dar. Die Natur dieser Einheit wird von verschiedenen hinduistischen Schulen unterschiedlich gefasst. Harihara wird auch Shankaranarayana („Shankara“ für Shiva, und „Narayana“ für Vishnu) genannt. Sowohl Vishnuiten als auch Shivaiten verehren diese Gottheit, entweder als Form des höchsten Gottes oder auch allgemein als verehrungswürdige Gestalt.

## Bedeutung
Die Natur von Vishnu und Shiva war im Hinduismus häufig Gegenstand von Debatten ihrer Anhänger und verschiedener Philosophenschulen. Unter den Anhängern der beiden Hauptgötter Indiens, den Shivaiten und den Vishnuiten flammten immer wieder Diskussionen auf, welcher Gott nun der mächtigere oder der allumfassendere sei. Da es für beide Positionen genügend Argumente gab, unternahm man den Versuch einer Harmonisierung beider Extreme – zunächst wohl nur als geistige Vorstellung, später dann auch in figürlichen Darstellungen entstand allmählich das Bild einer einzigen Gottheit, die die gegensätzlichen Aspekte der hinduistischen Glaubenswelt (Askese, Wildheit und Zerstörung verkörpert durch Shiva einerseits sowie Verantwortung, Edelmut und Bewahrung verkörpert durch Vishnu andererseits) in sich vereinigte.
Der indische Philosoph Sivananda fasst es in der 1. Hälfte des 20. Jahrhunderts wie folgt zusammen:
Shiva and Vishnu are one and the same entity. They are essentially one and the same. They are the names given to the different aspects of the all-pervading Supreme Parabrahman the Supreme Being or the Absolute. ‚Sivasya hridayam vishnur-vishnoscha hridayam sivah — Vishnu is the heart of Siva and likewise Siva is the heart of Vishnu‘.
(„Shiva und Vishnu sind ein und dieselbe Einheit. Sie sind im Wesentlichen ein und dasselbe. Sie sind Namen für die unterschiedlichen Aspekte der alles durchdringenden Weltseele, des Höchsten Wesens oder des Absoluten... Vishnu ist das Herz Shivas und Shiva ist das Herz Vishnus.“)

## Verbreitung
Das Hauptverbreitungsgebiet des vermutlich im Harivamsha erstmals erwähnten Harihara-Kultes war neben Indien das Reich der Khmer im heutigen Kambodscha und Thailand um die Mitte des 1. Jahrtausends, also in der Prä-Angkor-Periode.
Die älteste Khmer-Hauptstadt im Bereich Angkors hieß nach der Gottheit Hariharalaya, später wurde allerdings Vishnu zum Reichsgott, dem die Bauten der klassischen Angkor-Periode (wie vor allem Angkor Wat) gewidmet waren.
Harihara hieß auch der Gründer des Vijayanagar-Reiches in Südindien.

## Darstellung
Harihara wird in Indien und Südostasien üblicherweise als Mann mit vier Armen dargestellt, zwei davon – häufig mit Dreizack (trishula) und Sanduhrtrommel (damaru) – sind Shiva zugeordnet, die beiden anderen halten Attribute Vishnus (Wurfscheibe (chakra) und Muschel (shankha)). Leicht zu erkennen ist auch die zweigeteilte Krone des Gottes – eine Hälfte besteht aus dem geflochtenen und aufgebundenen Haar Shivas (‚Flechtenkrone‘); die Vishnu zugeordnete Hälfte wird häufig als ‚Topfkrone‘ bezeichnet.